# Stefania coxi
Stefania coxi és una espècie de granota de la família dels leptodactílids. Només es coneix que visqui als voltants de la localitat tipus, al nord-est de l'altiplà de la Muntanya Ayanganna i Wokomung, al centre-oest de Guyana (dins del Parc Nacional Kaieteur), entre 1.490 i 1.550 metres d'altitud. Probablement la seva distribució sigui realment restringida, encara que allà on s'ha detectat és comuna.
Habita boscos primaris. Es poden trobar sobre les branques cobertes de molsa o en zones pantanoses, a 1-4 metres sobre el terra, o a la base de les bromèlies. Les femelles duen els ous a l'esquena i les larves es desenvolupen completament al mateix lloc. No s'ha trobat en hàbitats pertorbats.